# Tranzschelia pruni-spinosae
Tranzschelia pruni-spinosae är en svampart som först beskrevs av Christiaan Hendrik Persoon, och fick sitt nu gällande namn av Dietel 1922. Tranzschelia pruni-spinosae ingår i släktet Tranzschelia och familjen Uropyxidaceae.   Inga underarter finns listade i Catalogue of Life.